# Nupserha larifuga
Nupserha larifuga là một loài bọ cánh cứng trong họ Cerambycidae.